# Copa de la Lliga romanesa de futbol
La Copa de la Lliga romanesa de futbol fou una competició futbolística que es disputà a Romania durant un breu període.

## Historial
Fonts:
| Temporada | Campió           | Marcador                   | Finalista          |
| --------- | ---------------- | -------------------------- | ------------------ |
| 1998      | FCM Bacau        | 3-2 [pròrroga]             | Universitatea Cluj |
| 2000      | Gloria Bistrita  | 2-2 [pròrroga, 3-1 penals] | FCM Bacau          |
| 2014-15   | Steaua București | 3-0                        | Pandurii Târgu Jiu |
| 2015-16   | Steaua București | 2-1 [pròrroga]             | Concordia Chiajna  |
| 2016-17   | Dinamo București | 2-0                        | ACS Poli Timișoara |